# Maître Eolas
Pour les articles homonymes, voir Eolas.
Maître Eolas est un avocat français (sous pseudonyme), spécialisé dans le droit des immigrés et étrangers au barreau de Paris.
Il est auteur d'un blog juridique ouvert en 2004 : Journal d'un avocat. Il traite de l'actualité de sujets juridiques à partir d'avril 2005 et raconte « l'envers du décor du Palais ». Il s'agit d'un des blogs les plus lus en France en 2008. Maître Eolas est également connu pour son activité sur le réseau social Twitter où il parle entre autres de sa vie quotidienne d'avocat.

## Pseudonyme
Le nom de son pseudonyme vient du mot gaélique irlandais eolas qui signifie « connaissance, information ».
L'auteur publie sous le pseudonyme « Eolas ». Eolas explique que l'ajout du « maître » au nom de domaine est dû à des contraintes techniques lors d'un changement d'hébergeur. Ses lecteurs l'appellent généralement « Maître Eolas », d'après le nom du site. Il se définit comme « un avocat qui aime le rugby, qui fait du vélo et qui est marié à une Espagnole ».
La position d'Eolas concernant le pseudonymat est parfois débattue ou critiquée au motif qu'intervenir dans le débat public nécessite de dévoiler son identité,.

## Biographie
Maître Eolas est un avocat français au barreau de Paris spécialisé dans le droit des étrangers. En plus de tenir son blog, Maître Eolas est également très actif sur Twitter, où son compte, mêlant conseils, considérations juridiques et réactions sur l'actualité, est suivi par plus de 358 000 abonnés en mars 2021 (347 000 en 2019).
Eolas est régulièrement interviewé par la presse écrite et radiodiffusée, et fait l'objet d'articles,. Il participe régulièrement, le visage flouté, aux émissions du site Arrêt sur images, .
Le 16 décembre 2010, Eolas est invité avec d'autres personnalités influentes par Nicolas Sarkozy pour un déjeuner à l'Élysée sur le thème d'Internet, qu'il commente en direct sur Twitter. Il indique avoir « point[é au président] les dangers liés à la différence entre le contenu réel d'une loi et sa perception par le public ». Il rapporte que le président a annoncé une loi Hadopi 3 et la création d'un conseil du numérique.
Le 18 avril 2012, il signe un article sur le site du quotidien national anglais The Guardian, comme consultant sur le droit français.
En 2014, son nom est donné à une promotion de l'École régionale des avocats du Grand Est.
Ses détracteurs l'accusent d'être un « droit-de-l’Hommiste » qui est « trop proche de la gauche ».

## Journal d'un avocat
Journal d'un avocat est le blog d'Eolas par lequel il a acquis sa notoriété.

### Audience du blog
Journal d'un avocat est un des blogs les plus lus en France en 2008 (15 000 visiteurs par jour). Mi-2015, ce blog contient plus de 1 700 longs billets, 176 630 commentaires, et atteint 50 millions de visiteurs,.

### Billets commentés ou controversés dans les médias
Le 27 septembre 2005, dans sa chronique « blogs à part » diffusée par France Inter, Alexandre Boussageon évoque un billet d'Eolas, publié le 20 septembre 2005 et intitulé « Eduardo » évoquant le cas d'un enfant colombien dont la demande de régularisation des parents a été refusée.
Le vendredi 30 mai 2008, Eolas écrit un billet controversé intitulé « N'y a-t-il que les vierges qui puissent se marier ? » sur l'affaire de l'annulation d'un mariage pour mensonge sur la virginité de l'épouse. Il approuve le jugement, en l'expliquant, tout en regrettant l'ampleur de la polémique créée. Ce billet est suivi en 4 jours par plus de 1 500 commentaires. Marianne relève des commentaires qui éclaireraient « l’hypocrisie de l’argument juridique » et s'interroge sur « le contenu de ce mensonge ». Dans un débat animé par Catherine Pottier, diffusé le 3 juin 2008 par France Info, Aurélie Filippetti, député PS, dénonce « le fondement de cette décision judiciaire » qui serait « contraire aux principes de la république » et « de la dignité de la personne, de l'égalité entre hommes et femmes » et craint une jurisprudence. Pour Eolas, « le mariage est une affaire profondément privée », « la société n'a pas à s'intéresser aux causes ».
Le mardi 24 juin 2008, Eolas publie un billet écrit par un auteur anonyme sous le pseudonyme « Anatole Turnaround » et intitulé « Dénonciation », reprenant dans son intégralité un procès-verbal de police de dénonciation, par une assistante sociale, d'un Sénégalais en situation irrégulière. L'information est reprise par la plupart des médias dont Le Monde, Libération, 20 minutes, L'Express.
Pour L'Express qui publie le 24 octobre 2008 un entretien avec Eolas, « le blog de Maître Eolas s'est transformé en quelques heures en véritable tribune pour magistrats en colère ». Les magistrats avaient manifesté le 23 octobre 2008 contre la politique de la garde des Sceaux, Rachida Dati. » Ce jour-là Eolas mettait en ligne sur son blog une soixantaine de billets de magistrats dénonçant une justice qui va mal et la politique du ministère de la Justice, ces magistrats « dénoncent les ravages de la justice-spectacle et de la communication politique, qui rebondissent sur chaque nouveau fait divers », les réformes successives et contradictoires ainsi que le mépris de leur ministre qu'ils ressentent.
Les 16 et 18 février 2009, Eolas écrit deux billets en réponse à la tribune, publiée par Le Monde, du producteur de cinéma Luc Besson et la suite donnée par le porte parole de l'UMP, Frédéric Lefebvre, qui dénoncent « le piratage de films via le web et la complicité » de certains sites web qui seraient, selon eux, des « dealers ». Pour Ecrans.fr et la journaliste de Libération Astrid Girardeau, Eolas « montre point par point, via un argumentaire juridique ou du simple bon sens, les bêtises » et les erreurs dans les propos de Luc Besson et Frédéric Lefebvre.
Le mercredi 18 mars 2009 dans un billet intitulé « La (Bonne) Parole est à la défense », Eolas (qui indique à cette occasion qu'il est catholique) revient sur les controverses suscitées par des prises de position récentes de l'Église catholique romaine. Il évoque la levée de l'excommunication de l'évêque traditionaliste et négationniste Williamson, l'excommunication par un évêque d'une Brésilienne qui avait fait avorter sa fille de 9 ans victime de viol répété par son beau-père, et plus particulièrement par les propos du pape Benoît XVI sur le préservatif et le SIDA en Afrique,, et la façon dont ces controverses ont été reprises dans des médias français (Le Point , Le Figaro). Eolas critique le traitement réservé à l'Église catholique et au pape par les journalistes français qu'il accuse de faire « de la désinformation » et de manifester « de l'incompétence professionnelle. » Après une journée et plus de 400 commentaires, Eolas clôt la discussion controversée sur son blog. La Croix souligne que « des blogueurs se font les avocats du pape »[réf. obsolète]. L'Express dénonce « la contre-attaque en ligne des supporters du pape ». 
Une série de billets initiée le 13 avril 2009, portera sur le thème de l'aide au séjour irrégulier des étrangers (« délit de solidarité »). Face au ministre de l'Immigration, de l'Intégration et de l'Identité nationale Éric Besson qui affirme qu'il s'agit d'« un mythe », Eolas soutient le Gisti qui publie une liste de décisions pénales qui constitueraient des condamnations prononcées pour cette raison.

### Le «prix Busiris»
Depuis 2006, Eolas a attribué son prix parodique à plusieurs personnalités politiques, en récompense de propos remplissant les conditions : être « une affirmation juridiquement aberrante, si possible contradictoire, teintée de mauvaise foi et mue par l'opportunité politique plus que par le respect du droit ». Le nom du prix renvoie au personnage de Busiris, spécialiste du droit de la guerre dans la pièce La guerre de Troie n'aura pas lieu de Jean Giraudoux, qui après avoir démontré à la demande de Démokos que la manœuvre des navires grecs lors de leur arrivée était une insulte à Troie, et ne pouvait être réparée que par la guerre, démontre aussitôt le contraire quand Hector menace de l'emprisonner (Acte II scène 5), et cela en tenant des arguments tout aussi convaincants[réf. nécessaire].
Daniel Schneidermann dans une tribune publiée le 23 juin 2006 par Libération s'interroge sur un possible « effet Eolas » lorsque celui-ci décerne au CSA un « prix Busiris ».

## Procès contre l'IPJ
Maître Eolas est poursuivi pour diffamation et injures par l'Institut pour la justice (IPJ) pour des tweet publiés en 2011 dans lesquels il disait « Compteur bidon des signatures de l'IPJ » et « je me torcherais bien avec l'IPJ si je n'avais pas peur de salir mon caca ». La défense en correctionnelle est assurée par son confrère Jean-Yves Moyart, alias Maître Mô.
En première instance, Maître Eolas est condamné le 6 octobre 2015 pour diffamation et injure envers l'Institut pour la justice par le tribunal de grande instance de Nanterre,. Il ferme alors momentanément son compte Twitter, sans plus de déclarations, et fait appel du jugement. L'audience en appel a lieu le 23 novembre 2016 devant la cour d'appel de Versailles qui, le 1er février 2017, le relaxe des faits de diffamation concernant le tweet publié en 2011 mais le déclare coupable pour les faits d'injures envers l'Institut pour la justice. Le 8 janvier 2019, la Cour de cassation casse sans renvoi l'arrêt de condamnation, estimant que les termes employés « ne tendaient pas à atteindre les personnes dans leur dignité ou leur réputation, mais exprimaient l'opinion de leur auteur sur un mode satirique et potache »,,.